# Будинок терпимості (фільм, 2011)

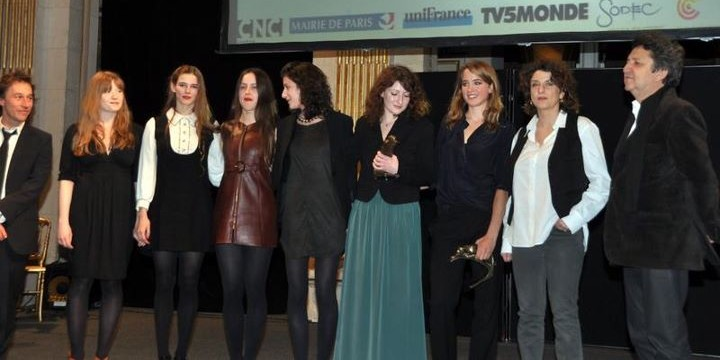
Знімальна група фільму на церемонії премії Люм'єр. 2012

«Буди́нок терпи́мості» (фр. L'Apollonide (Souvenirs de la maison close)) — французький фільм-драма, поставлений у 2011 році режисером Бертаном Бонелло за його власним сценарієм. Світова прем'єра фільму відбулася 16 травня 2011 року на 64-му Каннському кінофестивалі де він брав участь в основній конкурсній програмі та змагався за головну нагороду — «Золоту пальмову гілку» .

## Синопсис
Початок ХХ століття. У центрі сюжету — один з популярних колись публічних будинків Парижа, який доживає свої останні дні. З'явилося багато конкурентів, а тому слабкі не зможуть вижити в цьому жорстокому світі бізнесу, брудних грошей і легковажних повій.
Одна з працюючих у Будинку терпимості дівчат назавжди збереже на своєму обличчі трагічну посмішку для клієнтів через жахливий шрам на обличчі. У цьому світі, відгородженому від навколишнього середовища високими стінами й зовсім невидимому ззовні, кипить бурхливе і справжнє життя: чоловіки спочатку ненавидять, а потім закохуються, а жінки в свою чергу намагаються розділяти радощі, секрети, страхи і звичайно ж печалі…

## В ролях
| Афсія Ерзі     | ···· | Саміра, «l'Algérienne»    |
| Адель Енель    | ···· | Леа, «la Poupée»          |
| Селін Саллетт  | ···· | Клотильда, «Belle cuisse» |
| Жасмін Трінка  | ···· | Жюлі, «Caca»              |
| Ноемі Львовскі | ···· | Марі-Франс, «Madame»      |
| Аліс Барноль   | ···· | Мадлен                    |
| Іліана Забет   | ···· | Поліна                    |

## Прем'єра
- 16 травня 2011 — Франція, 64-й Каннський кінофестиваль
- 3 липня 2011 — Франція, Міжнародний кінофестиваль в Ла Рошелі
- 10 вересня 2011 — Канада, Міжнародний кінофестиваль у Торонто
- 17 вересня 2011 — Греція, Кінофестиваль в Афінах
- 7 жовтня 2011 — Канада, Міжнародний кінофестиваль у Ванкувері
- 8 жовтня 2011 — Бразилія, Міжнародний кінофестиваль в Ріо-де-Жанейро
- 24 жовтня 2011 — Японія, Міжнародний кінофестиваль в Токіо
- 25 листопада 2011 — США
- 27 січня 2012 — Велика Британія
- 31 січня 2012 — Нідерланди, Міжнародний кінофестиваль в Роттердамі
- 28 березня 2012 — Гонконг, Міжнародний кінофестиваль в Гонконзі
- 12 квітня 2012 — Аргентина, Міжнародний кінофестиваль незалежного кіно у Буенос-Айресі
- 19 квітня 2012 — Німеччина
- 29 квітня 2012 — Іспанія
- 13 грудня 2012 — Росія

## Визнання
| Нагороди та номінації фільму «Будинок терпимості» | Нагороди та номінації фільму «Будинок терпимості» | Нагороди та номінації фільму «Будинок терпимості» | Нагороди та номінації фільму «Будинок терпимості» | Нагороди та номінації фільму «Будинок терпимості» | Нагороди та номінації фільму «Будинок терпимості» |
| Рік                                               | Нагорода                                          | Категорія                                         | Номінант                                          | Результат                                         |                                                   |
| ------------------------------------------------- | ------------------------------------------------- | ------------------------------------------------- | ------------------------------------------------- | ------------------------------------------------- | ------------------------------------------------- |
| 2011                                              | 64-й Каннський кінофестиваль                      | «Золота пальмова гілка»                           | «Будинок терпимості»                              | Номінація                                         |                                                   |
| 2012                                              | Премія «Люм'єр»                                   | Найкращий фільм                                   | «Будинок терпимості»                              | Номінація                                         |                                                   |
| 2012                                              | Премія «Люм'єр»                                   | Найкращий режисер                                 | Бертран Бонелло                                   | Номінація                                         |                                                   |
| 2012                                              | Премія «Люм'єр»                                   | Найкраща молода акторка                           | Адель Енель                                       | Номінація                                         |                                                   |
| 2012                                              | Премія «Люм'єр»                                   | Найкраща молода акторка                           | Селін Саллетт                                     | 2-е місце                                         |                                                   |
| 2012                                              | Премія «Люм'єр»                                   | Найкраща молода акторка                           | Аліс Барноль                                      | 3-є місце                                         |                                                   |
| 2012                                              | Премія «Люм'єр»                                   | Найкращий сценарій                                | Бертран Бонелло                                   | Номінація                                         |                                                   |
| 2012                                              | Премія «Сезар»                                    | Найкраща акторка другого плану                    | Ноемі Львовскі                                    | Номінація                                         |                                                   |
| 2012                                              | Премія «Сезар»                                    | Найперспективніша акторка                         | Адель Енель                                       | Номінація                                         |                                                   |
| 2012                                              | Премія «Сезар»                                    | Найперспективніша акторка                         | Селін Саллетт                                     | Номінація                                         |                                                   |
| 2012                                              | Премія «Сезар»                                    | Найкраща операторська робота                      | Жозі Дешайє                                       | Номінація                                         |                                                   |
| 2012                                              | Премія «Сезар»                                    | Найкращі декорації                                | Ален Гюффра                                       | Номінація                                         |                                                   |
| 2012                                              | Премія «Сезар»                                    | Найкращий дизайн костюмів                         | Анаїс Ромон                                       | Перемога                                          |                                                   |
| 2012                                              | Премія «Сезар»                                    | Найкращий звук                                    | Жан-П'єр Дюре, Ніколя Моро, Жан-П'єр Лафорс       | Номінація                                         |                                                   |
| 2012                                              | Премія «Сезар»                                    | Найкраща музика до фільму                         | Бертран Бонелло                                   | Номінація                                         |                                                   |